# Mordfall Waltershausen

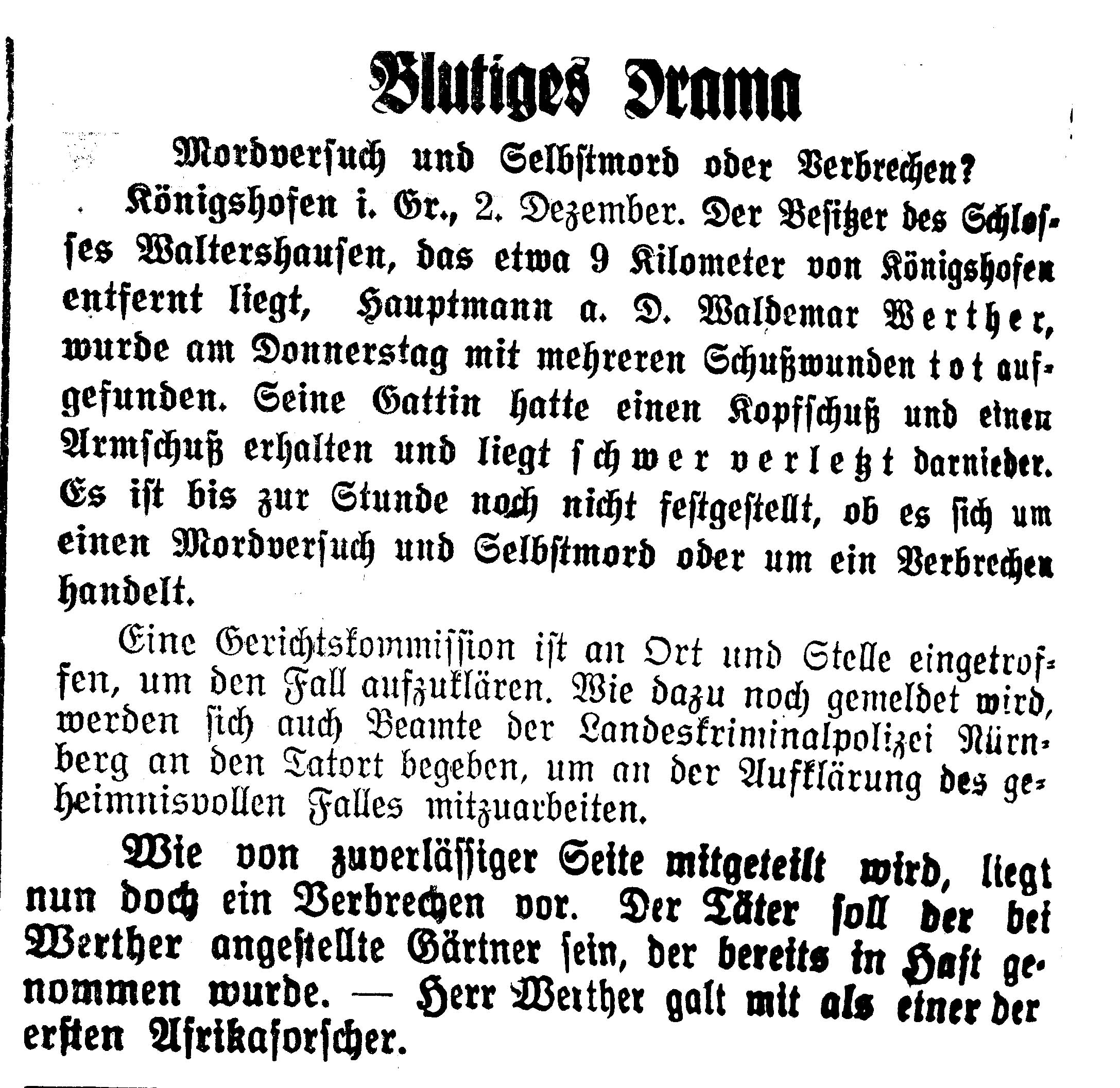
Zeitungsmeldung über die Tat in der lokalen Rhön- und Saalepost

Am Mittwoch, dem 30. November 1932, wurden im Schloss von Waltershausen im Grabfeld der Schlossherr, Hauptmann a. D. Waldemar Werther, erschossen und seine Frau Wilhelmine (geborene v. Feilitzsch) angeschossen. Die bis heute nicht vollständig aufgeklärte Tat führte zu einem Sensationsprozess, der von den Nationalsozialisten propagandistisch ausgenutzt wurde.

## Tat
Am Morgen des 30. November soll die Schlossherrin kurz nach 8 Uhr blutüberströmt in ein benachbartes Haus gekommen sein und gerufen haben: „Mein Mann ist erschossen und ich bin angeschossen! Der Karl! Der Karl, ich habe ihn gesehen und gesprochen!“ Bei dem erwähnten „Karl“ handelte es sich um den Gärtner und Chauffeur Karl Liebig, dem das Ehepaar Werther kurz vorher aus Geldnot gekündigt hatte.
Wilhelmine Werther hatte Schussverletzungen an Hand und Schulter und einen Streifschuss im Gesicht. Ihr Gatte wurde mit mehreren Schusswunden tot im Bett vorgefunden. 

## Ermittlungen

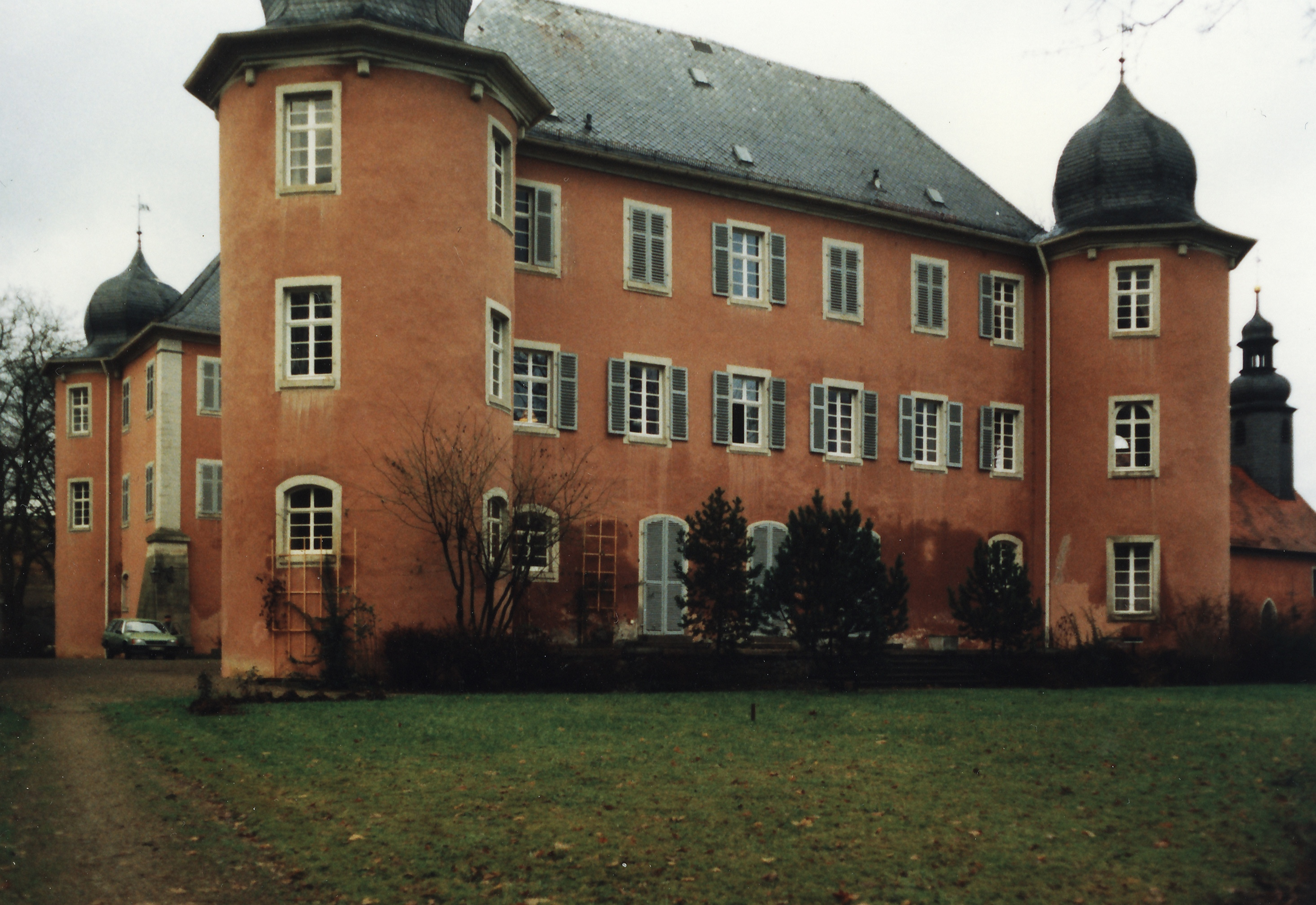
Der Tatort: Schloss Waltershausen um 1984

Laut Aussagen von Nachbarn sollen gegen zwei Uhr nachts im Schloss Schüsse gefallen sein. Wilhelmine Werther sagte aus, Karl Liebig sei in der Nacht in ihr Zimmer und in das ihres Mannes eingedrungen und habe auf sie geschossen. Sie habe dann ein Fenster geöffnet und drei weitere Schüsse abgegeben, um den Täter zu vertreiben und Hilfe herbeizurufen. Der Tod war bei Waldemar Werther gegen fünf Uhr morgens eingetreten.
Die Ermittlungen ergaben, dass Werther durch einen Schuss aus seiner eigenen Pistole getötet wurde, während die Schussverletzungen seiner Frau von einer unbekannten Waffe herrührten.
Der Hausangestellte Karl Liebig wurde verhaftet, nachdem in seinem Zimmer eine Waffe gefunden wurde, aus der kurz zuvor geschossen worden war. Liebig behauptete allerdings, dass er auf einen Raubvogel geschossen habe.
Aufgrund der unklaren Ermittlungslage wurde Karl Liebig nach einiger Zeit aus der Untersuchungshaft entlassen und Frau Werther zeitweise in Haft genommen. Schließlich wurde aber Anklage gegen Liebig erhoben.

## Prozess
Der Prozess begann am 4. April 1934 vor dem Schwurgericht Schweinfurt. Zum Pflichtverteidiger Karl Liebigs war Peter Deeg bestellt worden. Liebig selbst war seit 1929 Parteimitglied und zudem Mitglied der SA. Die rechtliche Vertretung Wilhelmine Werthers übernahm der angesehene Schweinfurter Rechtsanwalt Moses Hommel. Die Prozessakten gelten als verschollen.
Der Prozess entwickelte sich zu einer politisch aufgeladenen propagandistischen Auseinandersetzung. Deeg stellte mit Hilfe von Zeugen aus dem nationalsozialistischen Umfeld Liebig im Sinne der NS-Ideologie als grundehrlichen deutschen Arbeiter, überzeugten Nationalsozialisten und anständigen SA-Mann hin, die Schlossbesitzer hingegen als „verkommene“ „adelige Judenknechte“, zumal sie von einem jüdischen Rechtsanwalt vertreten wurden. Das deutschnational gesinnte Ehepaar Werther hegte zwar ebenfalls Sympathien für den Nationalsozialismus, war aber im Gegensatz zu Liebig bei der örtlichen Bevölkerung äußerst unbeliebt. Zudem befand sich die früher sehr vermögende Familie zum Zeitpunkt der Tat infolge von Inflation, Weltwirtschaftskrise und Misswirtschaft in extremer finanzieller Not. Deegs Strategie wurde von der nationalsozialistisch ausgerichteten regionalen Presse unterstützt. Nachdem auch noch ein früherer Chauffeur sowie Wilhelmine Werthers Sohn aus erster Ehe, Baron von Waltershausen, als weitere Verdächtige genannt worden waren, wurde Karl Liebig schließlich aus Mangel an Beweisen freigesprochen. Die Staatsanwaltschaft hatte 15 Jahre Zuchthaus wegen Totschlags und versuchten Totschlags beantragt.
Moses Hommel scheint als Folge der Propaganda um den Prozess 1934 nach Haifa emigriert zu sein. 1949 erschien ein Heftroman mit dem Titel „Licht im Schloß“, dessen Handlung sich eng an die Geschehnisse in Waltershausen anlehnt.